# Al-Faisaly (Amán)
El Al Faisaly (en árabe: لفيصلي‎) es un club de fútbol de Jordania, de la ciudad de Amán. Fue fundado en 1932 y juega en la Liga Premier de Jordania.

## Historia
El equipo fue fundado en 1932, siendo uno de los más antiguos de Jordania. Es el club más laureado del país, con 35 títulos de Liga y 20 de Copa de Jordania. Además ha ganado dos veces la Copa AFC.

## Palmarés

### Nacionales
- Liga Premier de Jordania: 35

1944, 1945, 1959, 1960, 1961, 1962, 1963, 1964, 1965, 1966, 1970, 1971, 1972, 1973, 1974, 1976, 1977, 1983, 1985, 1986, 1989, 1990, 1992, 1993, 1998, 1999, 2000, 2001, 2002-03, 2003-04, 2009-10, 2011-12, 2016-17, 2018-19, 2022
- Copa de Jordania: 21

1980,1981 ,1983, 1988, 1990, 1992, 1993, 1994, 1995, 1998, 1999, 2001, , 2002-03, 2003-04, 2004-05, 2007-08, 2011-12, 2014-15, 2016-17, 2018-19, 2021
- Jordan FA Shield: 8

1987, 1991, 1992, 1997, 2000, 2009, 2011, 2022
- Supercopa de Jordania: 17

1981, 1982, 1984, 1986, 1987, 1991, 1993, 1994, 1995, 1996, 2002, 2004, 2006, 2012, 2015, 2017,2020

### Internacionales
- Copa AFC: 2

2005, 2006
- Liga de Campeones Árabe:

2006-2007, 2017 Subcampeones
- Recopa Árabe:

1996: Subcampeones
- Supercopa Árabe:

2000: Subcampeones

## Al Faisaly en competiciones internacionales

### AFC
| Temporada | Torneo                 | Ronda                   | Club                | Casa       | Visita | Global         |
| --------- | ---------------------- | ----------------------- | ------------------- | ---------- | ------ | -------------- |
| 1990–91   | Asian Cup Winners' Cup | 1                       | Al Qadisiya         | w/o        |        |                |
| 1990–91   | Asian Cup Winners' Cup | 2                       | Al Shabab           | 0–1        | 0–1    | 0–2            |
| 1994–95   | Asian Cup Winners' Cup | 1                       | Al-Tilal            | w/o        |        |                |
| 2002–03   | AFC Champions League   | 2ª Clasificatoria Oeste | Al-Ansar            | 3–0        | 0–1    | 3–1            |
| 2002–03   | AFC Champions League   | 3ª Clasificatoria Oeste | Esteghlal           | 0–1        | 0–2    | 0–3            |
| 2005      | AFC Cup                | Fase de grupos          | Nebitchi Balkanabat | 1–1        | 3–3    | 1º Lugar       |
| 2005      | AFC Cup                | Fase de grupos          | East Bengal         | 5–0        | 1–0    |                |
| 2005      | AFC Cup                | Fase de grupos          | Muktijoddha Sangsad | 2–1        | 3–0    |                |
| 2005      | AFC Cup                | Cuartos de final        | Tampines Rovers     | 1–0        | 1–0    | 2–0            |
| 2005      | AFC Cup                | Semifinales             | New Radiant         | 4–1        | 1–1    | 5–2            |
| 2005      | AFC Cup                | Final                   | Al-Nejmeh Beirut    | 1–0        | 3–2    | 4–2            |
| 2006      | AFC Cup                | Fase de grupos          | HTTU                | 4–3        | 1–1    | 1º Lugar       |
| 2006      | AFC Cup                | Fase de grupos          | Al-Nejmeh Beirut    | 2–0        | 1–2    |                |
| 2006      | AFC Cup                | Cuartos de final        | Sun Hei             | 1–1        | 1–1    | 2–2 (5–4 Pen.) |
| 2006      | AFC Cup                | Semifinales             | Al-Wehdat           | 1–0        | 1–1    | 2–1            |
| 2006      | AFC Cup                | Final                   | Al-Muharraq         | 3–0        | 2–4    | 5–4            |
| 2007      | AFC Cup                | Fase de grupos          | Dhofar              | 2–1        | 0–1    | 1º Lugar       |
| 2007      | AFC Cup                | Fase de grupos          | Al-Ansar            | 1–1        | 0–2    |                |
| 2007      | AFC Cup                | Fase de grupos          | Nebitchi Balkanabat | 2–0        | 0–0    |                |
| 2007      | AFC Cup                | Cuartos de final        | Tampines Rovers     | 5–2        | 2–1    | 7–3            |
| 2007      | AFC Cup                | Semifinales             | Al-Wehdat           | 1–1        | 2–1    | 3–2            |
| 2007      | AFC Cup                | Final                   | Shabab Al-Ordon     | 0–1        | 1–1    | 1–2            |
| 2009      | AFC Cup                | Fase de grupos          | Al-Majd             | 1–2        | 3–4    | 4º Lugar       |
| 2009      | AFC Cup                | Fase de grupos          | Dempo               | 3–4        | 1–3    |                |
| 2009      | AFC Cup                | Fase de grupos          | Al-Muharraq         | 3–2        | 0–0    |                |
| 2011      | AFC Cup                | Fase de grupos          | Duhok               | 0–0        | 2–4    | 2º Lugar       |
| 2011      | AFC Cup                | Fase de grupos          | Al-Jaish            | 2–0        | 1–1    |                |
| 2011      | AFC Cup                | Fase de grupos          | Al-Nasr SC          | 2–1        | 1–0    |                |
| 2011      | AFC Cup                | 1/8                     | Nasaf               | 1–2        |        |                |
| 2012      | AFC Cup                | Fase de grupos          | Al Qadisiya         | 1–1        | 2–1    | 3º Lugar       |
| 2012      | AFC Cup                | Fase de grupos          | Al-Suwaiq           | 2–3        | 0–0    |                |
| 2012      | AFC Cup                | Fase de grupos          | Al-Ittihad          | 1–1        | 4–1    |                |
| 2013      | AFC Cup                | Fase de grupos          | Duhok               | 1–0        | 1–0    | 1º Lugar       |
| 2013      | AFC Cup                | Fase de grupos          | Dhofar              | 2–3        | 1–1    |                |
| 2013      | AFC Cup                | Fase de grupos          | Shaab Ibb           | 2–1        | 2–0    |                |
| 2013      | AFC Cup                | 1/8                     | Al-Riffa            | 3–1        |        |                |
| 2013      | AFC Cup                | Cuartos de final        | Kitchee             | 2–1        | 2–1    | 4–2            |
| 2013      | AFC Cup                | Semifinales             | Al Qadisiya         | 0–1        | 1–2    | 1–3            |
| 2016      | AFC Cup                | Fase de grupos          | Naft Al-Wasat       | 2–1        | 0–1    | 2º Lugar       |
| 2016      | AFC Cup                | Fase de grupos          | Istiklol            | 0–0        | 4–2    |                |
| 2016      | AFC Cup                | Fase de grupos          | Trípoli             | 3–1        | 1–1    |                |
| 2016      | AFC Cup                | 1/8                     | Al-Muharraq         | 0–1        |        |                |
| 2018      | AFC Champions League   | Play-off                | Nasaf               | 1–5        |        |                |
| 2018      | AFC Cup                | Fase de grupos          | Al-Wahda            | 2–2        | 2–1    | 1º Lugar       |
| 2018      | AFC Cup                | Fase de grupos          | Al-Ansar            | 1–0        | 3–1    |                |
| 2018      | AFC Cup                | Fase de grupos          | Dhofar              | 2–0        | 0–1    |                |
| 2018      | AFC Cup                | Semifinales             | Al-Jazeera          | 0–1        | 1–1    | 1–2            |
| 2020      | AFC Champions League   | 1ª Preliminar           | Al Kuwait Kaifan    | 1-2 (t.e.) |        | 1-2            |

### UAFA
- Liga de Campeones Árabe: 2 aparición

2007 - Finalista
2017 - Finalista
- Recopa Árabe: 1 aparición

1996: Finalista
- Supercopa Árabe: 1 aparición

2000: Finalista

## Entrenadores
- Rashad Al-Mufti (1944-1954)
- Shahada Musa (1954-1970)
- Mohammad Awad (1972-1987)
- Math'har Al-Saeed (1981-1985)
- Ahmed Hassan (1985-1986)
- Adnan Massoud (1986)
- Mohammad Awad (1986-1987)
- Math'har Al-Saeed (1987-1989)
- Adnan Massoud (1990)
- Math'har Al-Saeed (1990-1997)
- Nihad Al-Souqar (1997-1998)
- Mohammad Al-Yamani (1998)
- Khaled Awad (1998-2005)
- Branko Smiljanić (2005-2006)
- Adnan Hamad (2006-2008)
- Alaa' Nabeel (2008)
- Nizar Mahrous (2008-2009)
- Tha'er Jassam (2009)
- Math'har Al-Saeed (2009-2010)
- Akram Ahmed Salman (2010)
- Mohammad Al-Yamani (2010-2011)
- Rateb Al-Awadat (2011)
- Tha'er Jassam (2011-2012)
- Math'har Al-Saeed (2012)
- Rateb Al-Awadat (2012)
- Valeriu Tița (2012-2013)[4]
- Ayman Hakeem (2013)[5]
- Firas Al-Khalayleh (2013)[5]
- Ali Komaikh (2013)[6][7]
- Mohammad Al-Yamani (2013-2014)[8]
- Mohamed Azima (2014)[9][10]
- Rateb Al-Awadat (2014)
- Nizar Mahrous (2015)
- Rateb Al-Awadat (2015)[11]
- Ahmed Abdel-Qader (2015)[11]
- Rateb Al-Awadat (2015-2016)
- Mohammad Al-Yamani (2016)
- Rateb Al-Awadat (2016)
- Jamal Abu-Abed (2016)
- Thair Jassam (2016)
- Branko Smiljanić (2016-2017)[12][13]
- Nebojša Jovović (2017)
- Dragan Talajić (2017)[14][15]
- Nebojša Jovović (2018)[16]
- Nabil Kouki (2018)[17][18]
- Firas Al-Khalayleh (interino- 2018-?)[18]
- Firas Al-Khalayleh (2019)[19]
- Khaled Lafi (2019)[19]
- Saber Ayyari (2019-act.)[2]

## Presidentes
| Nombre                          | Desde | Hasta    |
| ------------------------------- | ----- | -------- |
| Fawaz Al-Sharif                 | 1932  | 1935     |
| Dr. Qasem Al-Malhas             | 1935  | 1953     |
| Dawla Suleiman Al-Nabulsi       | 1953  | 1956     |
| Nasser Ibn Jamil                | 1956  | 1970     |
| Al-Sheikh Sultan Majed Al-Odwan | 1970  | 1978     |
| Al-Sheikh Mustafa Al-Odwan      | 1978  | 1992     |
| Al-Sheikh Sultan Al-Odwan       | 1992  | 2008     |
| Al-Sayed Bakr Al-Odwan          | 2008  |          |
| Al-Sheikh Sultan Al-Odwan       | 2008  | ?        |
| Bakr Al-Adwan (interino)        | 2018  | 2019     |
| Bakr Al-Adwan                   | 2019  | Presente |

## Jugadores

### Jugadores destacados
- Al-Sheikh Sultan Al-Odwan (retirado) (presidente)
- Mohammad Awad (retirado)
- Milad Abbassi (retirado)
- Khaled Awad (retirado)
- Mohammad Al-Yamani (retirado)
- Anis Shafiq (retirado)
- Jamal Abu Abed (retirado)
- Jeris Tadrus (retirado)
- Adnan Awad (retirado)
- Rateb Al-Awadat (retirado) (entrenador)
- Mohannad Mahadeen (retirado)
- Haitham Al-Shboul (retirado)
- Siraj Al-Tall (retirado)
- Hassouneh Al-Sheikh
- Khaled Saad
- Qusai Abu Alieh
- Zibn Al-Khawaldeh (muerto)
- Muhammad Adel
- Mustafa Ibrahim
- Mahmoud Al-Hanfi
- Haidar Abdul-Amir
- Razzaq Farhan
- Omar Manajed
- Arkan Najib
- Hamed Qasem
- Ali Salah Hashim
- Jacopo Zenga
- Darko Krsteski (retirado)
- Fadi Lafi
- Ashraf Nu'man
- Khader Yousef
- Łukasz Gikiewicz[21]
- Alin Chita (retirado)
- Tamer Haj Mohamad
- Mohamad Hamwi
- Nader Jokhadar
- Arkan Najib
- Junior
- Zachariah Simukonda

### Plantilla 2019/20

#### Altas y bajas
| Altas                | Altas          | Altas             | Altas    | Altas |
| Jugador              | Posición       | Procedencia       | Tipo     | Costo |
| -------------------- | -------------- | ----------------- | -------- | ----- |
| Luciano Vázquez      | Delantero      | Al-Markhiya       | Fichaje. | --    |
| Yousef Al-Rawashdheh | Delantero      | Dibba Al-Fujairah | Fichaje. | --    |
| Ahmed Al-Saqeer      | Defensa        | Shabab Al-Ordon   | Fichaje. | --    |
| Gbolahan Salami      | Delantero      | Al-Qaisumah       | Fichaje. | --    |
| Dominique Mendy      | Centrocampista | Al-Shorta         | Fichaje. | --    |

| Bajas            | Bajas          | Bajas        | Bajas                  | Bajas |
| Jugador          | Posición       | Procedencia  | Tipo                   | Costo |
| ---------------- | -------------- | ------------ | ---------------------- | ----- |
| Łukasz Gikiewicz | Delantero      | Agente libre | Rescisión de contrato. | --    |
| Amer Abu Hudieab | Centrocampista | Agente libre | Rescisión de contrato. | --    |